# 5281 Lindstrom
5281 Lindstrom (1988 SO1) là một tiểu hành tinh vành đai chính được phát hiện ngày 6 tháng 9 năm 1988 bởi S. J. Bus ở Cerro Tololo Interamerican Observatory.